# Рорі Саббатіні
Рорі Саббатіні (англ. Rory Sabbatini) — південноафриканський і словацький гольфіст, олімпійський медаліст.
Срібну олімпійську медаль Саббатіні виборов на Токійській олімпіаді 2020 року, де представляв Словаччину, батьківщину своєї дружини. Крім південноафриканського й словацького громадянства, Саббатіні має ще й громадянство США.